# Epsilon Ursae Minoris
Epsilon Ursae Minoris (Urodelos, 22 Ursae Minoris) é uma estrela na direção da constelação de Ursa Minor. Possui uma ascensão reta de 16h 45m 58.16s e uma declinação de +82° 02′ 14.1″. Sua magnitude aparente é igual a 4.21. Considerando sua distância de 346 anos-luz em relação à Terra, sua magnitude absoluta é igual a −0.92. Pertence à classe espectral G5IIIvar. É uma estrela variável RS Canum Venaticorum.